# Polsat SuperHit Festiwal 2015
Polsat SuperHit Festiwal 2015 – pierwsza edycja festiwalu Polsat SuperHit. Odbyła się w dniach 29–31 maja 2015 r. w Operze Leśnej w Sopocie.

## Dzień 1 (piątek, 29 maja, godz. 20:05)

### Koncert Platynowy
Festiwal rozpoczął Koncert Platynowy. Wystąpiła w nim dziesiątka artystów, których albumy od stycznia 2014 do lutego 2015 zyskała status platynowej. 
Lista wykonawców koncertu:
- Hey – „Teksański”, „Moja i twoja nadzieja”, „Sic”
- Piersi – „07 zgłoś się”, „Bałkanica”
- Dawid Kwiatkowski – „Jak to?”, „Na zawsze” (oraz Michał Kwiatkowski)
- Rafał Brzozowski – „Tak blisko”, „Magiczne słowa”
- Artur Rojek – „Beksa”, „Syreny”
- LemON – „Jutro”, „Scarlett”
- Mela Koteluk – „Spadochron”, „Żurawie origami”
- Sylwia Grzeszczak i Sound’n’Grace – „Kiedy tylko spojrzę”, „Pożyczony”
- Donatan i Cleo – „Sztorm”, „My Słowianie”
- Enej – „Zbudujemy dom”, „Tak smakuje życie”
- Dawid Podsiadło – „No”, „Powiedz mi, że nie chcesz”, „Trójkąty i kwadraty”

Głównym gościem festiwalu był Dawid Podsiadło, którego album Comfort and Happiness w 2015 roku zyskał status diamentowej.

### Cyfrowa Piosenka Roku
| Miejsce | Wykonawca                 | Singel         |
| ------- | ------------------------- | -------------- |
| 1       | Donatan i Cleo            | „My Słowianie” |
| 2       | Piersi                    | „Bałkanica”    |
| 3       | Donatan i Cleo feat. Enej | „Brać”         |

### Hity Sieci
Zostali również ogłoszeni artyści, których teledyski uzyskały największą liczbę odsłon na YouTube.
| Miejsce | Wykonawca      | Singel                    | Liczba odsłon      |
| ------- | -------------- | ------------------------- | ------------------ |
| 1       | K2 i Buka      | „1 moment”                | ok. 29 milionów    |
| 2       | Donatan i Cleo | „Brać” (oraz Enej)        | ok. 28 milionów    |
| 3       | Czadoman       | „Ruda tańczy jak szalona” | ponad 22,5 miliona |

### Jubileusz płytyLuksuszespołu Szwagierkolaska
Na zakończenie 1 dnia wystąpił zespół Szwagierkolaska z koncertem jubileuszowym 20-lecia płyty Luksus. Zaśpiewali m.in. utwory: „U cioci na imieninach”, „Panna Weronika”, „Komu dzwonią” i „Bal na Gnojnej”.

## Dzień 2 (30 maja, godz. 20:05)

### Boso na Szczyt. Jubileusz 10-lecia zespołu Zakopower
Drugi dzień festiwalu rozpoczął koncert jubileuszowy zespołu Zakopower. Gościnnie wystąpili: Kayah oraz Igor Herbut. 
Wykonali takie piosenki jak:
- „Kiebyś ty...”
- „Boso”
- „Prawy do lewego” (oraz Kayah)
- „Tak ma być”
- „Bóg wie gdzie” (oraz Igor Herbut)
- „W dzikie wino zaplątani”
- „Galop”
- „Dziewczyna o perłowych włosach”

### Radiowy Przebój Roku
Następnie odbył się koncert z wykonawcami, których utwory były najczęściej słyszane w polskich rozgłośniach radiowych. Byli to:
- Mrozu i Sound’n’Grace – „Jak nie my to kto”, „Poza logiką”
- Maciej Maleńczuk – „Ostatnia nocka”
- Liber i Natalia Szroeder – „Teraz ty”
- Kamil Bednarek i Staff – „Chwile jak te”
- Anna Wyszkoni – „Biegnij przed siebie”
- Mesajah – „Szukając szczęścia” (oraz Kamil Bednarek), „Lepsza połowa”
- Bracia – „Po drugiej stronie chmur”
- Najlepszy Przekaz w Mieście – „Zawsze do celu”

#### Klasyfikacja Radiowy Przebój Roku
| Miejsce | Wykonawca             | Singel                   |
| ------- | --------------------- | ------------------------ |
| 1.      | Mrozu i Sound’n’Grace | „Nic do stracenia”       |
| 2.      | Grzegorz Hyży         | „Na chwilę”              |
| 3.      | Grzegorz Hyży         | „Wstaję”                 |
| 4.      | Margaret              | „Wasted”                 |
| 5.      | Kasia Popowska        | „Przyjdzie taki dzień”   |
| 6.      | Igor Herbut           | „Wkręceni – Nie ufaj mi” |
| 7.      | Kamil Bednarek        | „Chodź ucieknijmy”       |

### Beata i Bajm jakich nie znacie. Jubileusz zespołu Bajm
Drugi dzień festiwalu zakończył koncert jubileuszowy zespołu Bajm. Zespół przedstawił utwory m.in.:
- „Dwa serca, dwa smutki”
- „Taka Warszawa”
- „Myśli i słowa”
- „Żal mi tamtych nocy i dni”

## Sopocki Hit Kabaretowy, czyliPrywatka w Operze Leśnej
Festiwal zakończył kabareton. Prowadził go Wojciech Gąssowski. Wystąpili m.in. Kabaret Ani Mru-Mru, Cezary Pazura, Neo-Nówka i zespół Żarówki, Marcin Daniec, Jerzy Kryszak, Kabaret Smile, Andrzej Grabowski, Kabaret Młodych Panów, Andrzej Poniedzielski. Gościem programu był Maciej Maleńczuk, który wykonał medley przebojów z płyty Psychodancing 2.